# Рибново
Ри́бново (болг. Рибново) — село в Благоєвградській області Болгарії. Входить до складу громади Гирмен.

## Населення
За даними перепису населення 2011 року у селі проживали 2745 осіб.
Національний склад населення села:
| Національність   | Кількість осіб | Відсоток |
| ---------------- | -------------- | -------- |
| болгари          | 572            | 65,6%    |
| турки            | 131            | 15,0%    |
| цигани           | 0              | 0%       |
| інша             | 164            | 18,8%    |
| не визначились   | 5              | 0,6%     |
| Всього відповіли | 872            |          |

Розподіл населення за віком у 2011 році:
Динаміка населення: